# A rationibus
Der a rationibus war der kaiserliche Finanzsekretär bzw. das Finanzministerium im Römischen Kaiserreich.

## Geschichte
Das Amt des a rationibus wurde zu Beginn der Kaiserzeit eingeführt. Während unter Augustus noch sämtliche Sekretärsaufgaben von einem einzigen Amt ausgeübt worden, das a manu genannt wurde, bildeten sich wohl unter Kaiser Claudius die spezialisierten Sekretariate des a rationibus, zuständig für das kaiserliche Geld, des ab epistulis (Briefverkehr) und des a libellis, der sich mit den Bittschriften an den Kaiser befasste, heraus. Zu Anfang wurde das Amt der kaiserlichen domus, d. h. dem privaten „Haus“ des Kaisers, zugeordnet und daher von den zur familia gehörenden freigelassenen Sklaven bekleidet. Aus dem 1. Jahrhundert ist neben mehreren Inschriften, die das Amt des a rationibus erwähnen, eine silva (ein Gedicht) des Statius an einen namentlich unbekannten Inhaber des Amtes überliefert. Dieser habe alle aus dem Reich eingehenden Einkünfte an den Kaiser überwacht und die nötigen Ausgaben berechnet, sei mithin also alleinverantwortlich für die kaiserlichen Finanzen gewesen. Schon unter Claudius verstand es jemand wie Marcus Antonius Pallas, das Amt zu einer überaus einflussreichen und seinem Inhaber großen Reichtum einbringenden Stelle zu machen.
Im 2. Jahrhundert, beginnend unter Hadrian, wurde das Amt dann nur noch von Männern aus dem Ritterstand (den Equites) bekleidet; seitdem wurde der Titel procurator a rationibus üblich. Unter den drei hochrangigen Ämtern (a rationibus, ab epistulis und a libellis) war der procurator a rationibus der nach Rang und Gehalt vorrangige. Seit Ende des 2. Jahrhunderts ging der Titel des a rationibus bzw. procurator a rationibus in den des Rationalis über, als a rationibus erscheinen später nur noch Untergeordnete des Rationalis. Aufgabe des a rationibus war es dann, sämtliche Handlungen des Fiskus oder des Rationalis zu protokollieren. Diese Protokolle kamen von den verschiedenen Provinzen dann nach Rom, wo sie überprüft wurden. Dies sollte vor allem Korruption der Finanzminister verhindern.

## Weblink
- Sabine Schmall: Patrimonium und Fiscus, Studien zur kaiserlichen Domänen- und Finanzverwaltung von Augustus bis Mitte des 3. Jahrhunderts n. Chr. Inaugural-Dissertation, Philosophische Fakultät der Rheinischen Friedrich-Wilhelms-Universität zu Bonn, Bonn 2011 urn:nbn:de:hbz:5-26288.